# Paul Viggers
Paul Viggers ist ein ehemaliger neuseeländischer Squashspieler.

## Karriere
Paul Viggers gehörte Anfang der 1980er-Jahre auf nationaler Ebene zu den besten zehn Spielern. Mit der neuseeländischen Nationalmannschaft nahm er 1983 und 1985 an Weltmeisterschaften teil. 1985 erreichte Viggers mit der Mannschaft das Endspiel gegen Pakistan. Er verlor die entscheidende Partie gegen Sohail Qaiser in drei Sätzen. 1980 stand er das einzige Mal im Hauptfeld der Einzelweltmeisterschaft, wo er in der ersten Runde ausschied. 1984 und 1986 wurde er neuseeländischer Vizemeister.

## Erfolge
- Vizeweltmeister mit der Mannschaft: 1985
- Neuseeländischer Vizemeister: 1984, 1986